# リッキー・リー・ジョーンズ
リッキー・リー・ジョーンズ（Rickie Lee Jones、1954年11月8日 - ）は、アメリカのシンガーソングライター。

## 略歴
シカゴで生まれるが、家庭の問題で全米各地を転々とする生活を送っていた。本人によれば14歳の頃に初めて家出をし、次の家出でセックスを覚えたという。19歳の頃にロサンゼルスで暮らし始め、ウェイトレスとして働いた後クラブで歌うようになった。1977年にトム・ウェイツと知り合って同棲を始め、ジョーンズはウェイツのアルバム『ブルー・ヴァレンタイン』（1978年）のジャケットにも写っている。その後、彼女の作った「Easy Money」がローウェル・ジョージ（元リトル・フィート）のソロ・アルバム『特別料理』（1979年）で取り上げられることになり、デビューのきっかけをつかむ。
1979年2月、アルバム『浪漫』でデビュー。全米3位の大ヒットとなる。同アルバムからシングルカットされた「恋するチャック」も全米4位のヒットとなった。同アルバムではマイケル・マクドナルド、ドクター・ジョン、ウィリー・ウィークス、スティーヴ・ガッド、ジェフ・ポーカロ、アンディ・ニューマーク、ニック・デカロ、バジー・フェイトン、ニール・ラーセン、アーニー・ワッツ、トム・スコットらがバックを務め、フォーク、ジャズ、ブルースなどの影響が濃い音楽性と独特の気だるいボーカルは高い評価を獲得、グラミー賞の最優秀新人賞を受賞した。続く1981年のアルバム『パイレーツ』は全米5位のヒットとなった。
1980年代後半には数年にわたりレコーディング活動を中断していたが、1989年にはウォルター・ベッカーがプロデュースしたアルバム『フライング・カウボーイズ』で復帰を果たした。また、ドクター・ジョンのアルバム『イン・ア・センチメンタル・ムード』（1989年）収録の「メイキン・フーピー!」にゲスト参加し、この曲でグラミー賞最優秀ジャズ・ボーカル・パフォーマンス賞（デュオまたはグループ部門）を受賞した。続くアルバム『ポップ・ポップ』（1991年）にはチャーリー・ヘイデンやジョー・ヘンダーソン等のジャズ・ミュージシャンが参加した。

## ディスコグラフィ

### アルバム
- 『浪漫』 - Rickie Lee Jones (1979年)
- 『パイレーツ』 - Pirates (1981年)
- Live Kansas City 1982 (1982年)
- 『マイ・ファニー・ヴァレンタイン』 - Girl At Her Volcano (1983年)
- 『マガジン』 - The Magazine (1984年)
- 『フライング・カウボーイズ』 - Flying Cowboys (1989年)
- 『ポップ・ポップ』 - Pop Pop (1991年)
- 『トラフィック・フロム・パラダイス』 - Traffic From Paradise (1993年)
- 『ネイキッド・ソングス』 - Naked Songs (1995年)
- 『ゴースティヘッド』 - Ghostyhead (1997年)
- 『イッツ・ライク・ディス』 - It's Like This (2000年)
- 『ライヴ・アット・レッド・ロックス』 - Live at Red Rocks (2001年)
- 『イヴニング・オブ・マイ・ベスト・デイ』 - The Evening of My Best Day (2003年)
- Duchess of Coolsville (2005年) ※ベスト盤
- 『サーモン・オン・エクスポジション・ブルバード』 - The Sermon on Exposition Boulevard (2007年)
- 『バーム・イン・ギリヤド』 - Balm in Gilead (2009年)
- 『ザ・デヴィル・ユー・ノウ』 - The Devil You Know (2012年)
- The Other Side of Desire (2015年)
- 『キックス』 - Kicks (2019年)
- Pieces of Treasure (2023年)

## 日本公演
- 1985年

2月5日,6日,7日 中野サンプラザ、8日 名古屋市公会堂、10日 福岡サンパレス、12日 大阪毎日ホール